# Preah Botumthera Som
Preah Botumthera Som (1852-1932) là một nhà văn Campuchia. Ông còn được gọi là hòa thượng Botumthera Som, Brah Padumatthera trong bản thảo tác phẩm bằng tiếng Pháp hoặc thường chỉ đơn giản gọi là Som. Ông được coi là một trong những nhà văn nổi tiếng nhất Campuchia. 

## Tiểu sử
Botumthera Som sinh ra tại một vùng thôn quê ở Campuchia, nguyên quán ở làng Kamprau, tỉnh Prey Veng, là người con thứ sáu trong gia đình có tới bảy anh chị em.
Năm 1867, Botumthera Som được thụ phong làm nhà sư tập sự tại chùa Wat Kamprau. Trong chốn chùa chiền, ông được học đọc và viết, nhưng chẳng bao lâu đã phải từ bỏ nghiệp tu hành để về giúp đỡ ruộng đất của gia đình chỉ sau hai năm đi tu. Năm 1873, Botumthera Som trở lại tu tại chùa Wat Kamprau và tiếp tục việc học tập. Trong suốt thời gian này ông lần lượt đạt được sự tiến bộ to lớn, học cách làm thơ của riêng mình và viết nó theo kiểu truyền thống trên lá cọ cây thốt nốt. Nhiều năm trôi qua, ông được phong là trụ trì của chùa. Năm 1911, Som viết cuốn tiểu thuyết Dik ram Phka ram (Vũ điệu của nước và hoa).
Tháng 9 năm 1915, ở tuổi 63, Botumthera Som hoàn thành tác phẩm nổi tiếng nhất là chuyện Tum Teav được viết trên lá cọ. Phiên bản Tum Teav của ông chứa khoảng 1050 bài thơ, gồm cả lời nói đầu với 39 câu thơ tứ tuyệt mà hòa thượng Som cho biết ngày sáng tác bản thảo tác phẩm và xác nhận mình là tác giả. Tum Teav là một câu chuyện tình yêu bi kịch cổ điển của nền văn học Campuchia lấy bối cảnh ở Kampong Cham ngay tại làng Kamprau của Botumthera Som nằm trên cương giới cũ của huyện Tbong Khmom nơi Tum Teav sinh sống. Botumthera Som mất năm 1932 hưởng thọ 80 tuổi.

## Tum Teav
Năm 1935, ba năm sau ngày ông mất, một nhà sư khác là hòa thượng Oum, đã sao chép lại bản thảo tác phẩm Tum Teav của Botumthera Som trên một tập lá cọ mới. Bản sao của Oum có hai tập và 187 trang.
Tum Teav là một câu chuyện đã được kể khắp Campuchia ít nhất là giữa từ thế kỷ 19. Dựa trên một bài thơ không rõ nguồn gốc thế kỷ 17 hoặc 18, có lẽ bắt nguồn từ một truyền thuyết dân gian Campuchia cổ xưa hơn. Ngày nay Tum Teav có đủ các thể loại như truyền miệng, văn học, sân khấu, và phim ảnh bằng tiếng Khmer. 